# Дженьюарі Джонс
Дже́ньюарі Кри́стін Джонс (англ. January Kristen Jones; нар. 5 січня 1978, Су-Фолс, Південна Дакота, США) — американська акторка та фотомодель.
Зіграла Меліссу Шарт у комедійному телесеріалі «Остання людина на Землі» (2015–2018), знялася у фільмах «Американський пиріг 3: Весілля» (2003), «Ми — одна команда» (2006), «Рок-хвиля» (2009), «Невідомий» (2011), «Голодний кролик атакує» (2011) та «Люди Ікс: Перший клас» (2011).

## Життєпис
Народилася 5 січня 1978 року у місті Су-Фолс, штат Південна Дакота.
Батьки назвали її на честь героїні роману Жаклін Сюзанн «Once Is Not Enough» Дженюарі Вейн. Після закінчення Roosevelt High School у Су-Фолс Дженьюарі почала кар'єру моделі.
13 вересня 2011 року народила сина Ксандера Дейна Джонса.

## Кар'єра
У 1999 році зіграла першу роль в телефільмі It's the Rage. Здобула популярність завдяки ролі в серіалі «Божевільні», в якому знімалася впродовж 2007 — 2015 років. 
З квітня 2009 року Дженьюарі Джонс бере участь у найбільшій компанії Oceana, яка бореться за вимираючі види акул.

## Фільмографія
| Рік       |    | Назва                                    | Роль                       |
| --------- | -- | ---------------------------------------- | -------------------------- |
| 1999      | с  | Get Real                                 | Джейн Коен                 |
| 1999      | ф  | All the Rage                             | Дженіс Тейлор              |
| 1999      | тф | Sorority                                 | Номер 1                    |
| 2001      | ф  | The Glass House                          | дівчина                    |
| 2001      | ф  | Bandits                                  | Клер                       |
| 2002      | тф | In My Life                               | Діана                      |
| 2002      | ф  | Taboo                                    | Элізабет                   |
| 2002      | ф  | Full Frontal                             | Трейсі                     |
| 2003      | ф  | Anger Management                         | Джина                      |
| 2003      | ф  | American Wedding                         | Кеденс Флаерті             |
| 2003      | ф  | Love Actually                            | Дженні                     |
| 2004      | ф  | Dirty Dancing: Havana Nights             | Іві                        |
| 2004      | тф | Love's Enduring Promise                  | Міссі Девис                |
| 2005      | с  | Huff                                     | Маріса Веллс               |
| 2005      | ф  | The Three Burials of Melquiades Estrada  | Лоу Енн Нортон             |
| 2006      | ф  | Swedish Auto                             | Дарла                      |
| 2006      | ф  | We Are Marshall                          | Керол Доусон               |
| 2007—2015 | с  | Mad Men                                  | Бетті Дрейпер              |
| 2008      | с  | Law & Order                              | Кім Броді                  |
| 2009      | ф  | The Boat That Rocked                     | Еленор                     |
| 2011      | ф  | Unknown                                  | Елізабет Харріс            |
| 2011      | ф  | X-Men First Class                        | Емма Фрост / Біла Королева |
| 2011      | ф  | Голодний кролик атакує (Seeking Justice) | Лора Джерард               |
| 2013      | ф  | Sweetwater                               | Сара Рамірес               |
| 2014      | ф  | Good Kill                                | Моллі Еган                 |
| 2015—2018 | с  | The last man on earth                    | Мелісса Шарт               |
| 2017      | мс | Animals.                                 | Діана                      |
| 2019      | с  | The Politician                           | н/д                        |
| 2020      | с  | Обертання                                | Керол Бейкер               |
| 2023      | ф  | Бог – це куля                            | Морін                      |

## Нагороди та номінації
- У 2002 році журнал «Maxim» включив Дженьюари у список «100 найвродливіших жінок»[5].
- 2009 — номінація на премію «Золотий глобус» у категорії «Найкраща жіноча роль у телевізійному серіалі — драма» за серіал «Божевільні».
- 2010 — номінація на премію «Золотий глобус» у категорії «Найкраща жіноча роль у телевізійному серіалі — драма» за серіал «Божевільні».
- 2010 — номінація на премію «Еммі» у категорії «Найкраща жіноча роль у драматичному серіалі» за серіал «Божевільні».
- 2010 — номінація на премію «Супутник» у категорії «Найкраща жіноча роль у телевізійному серіалі — драма» за серіал «Божевільні».
- 3 номінації (2008, 2011, 2016) та 2 премії (2009, 2010) «Гільдії кіноакторів США» у категорії «Найкращий акторський склад у драматичному серіалі» за серіал «Божевільні».